# Gotthelf Schaller
Gotthelf Schaller, zuletzt meist nur noch kurz Schaller, war ein Bergwerk in Johanngeorgenstadt im Erzgebirgskreis in Sachsen.

## Geschichte
1708 erschürfte man den namensgebenden Erzgang. Die bergrechtliche Belehnung erfolgte am 11. April 1708 mit einer Fundgrube und den beiden nächsten Maaßen. Seit dem Quartal Trinitatis 1719 erfolgte ein Ausbringen von Silbererzen. Die Fundgrube selbst zählte in den Jahren 1728 bis 1767 zu den stetigen Silberlieferanten, wobei ab dem Jahr 1731 bis 1749 in jedem Quartal ein erhöhtes Silberausbringen zu verzeichnen ist. Nach einem kurzen Sinken der Silberlieferungen steigerte sich dieses ab dem Jahr 1753 wieder. Der Niedergang des Ausbringens der Fundgrube setzte ab dem Jahr 1766 ein. Gotthelf Schaller eigen Feld lieferte generell ab 1728 bis 1798 kontinuierlich Silbererze.
Aufgrund der Nähe zu anderen damals ebenso in Betrieb stehenden Berggebäuden blieben Gangstreitigkeiten nicht aus, die dann mittels Vergleiche beigelegt wurden. Daraus entstanden das Gotthelf Schaller eigen Feld, das Gotthelf Schaller und Silberkammer gemeinschaftliche Feld, das Gotthelf Schaller und Brüder Lorentz gemeinschaftliche Feld und das Neu Leipzig Glücker samt Gotthelf Schaller und Silberkammer gemeinschaftliche Feld.
Das Gotthelf Schaller und Brüder Lorentz gemeinschaftliche Feld entstand im Jahre 1745, als man feststellte das der Ertz Engel Michael Spat auf dem die Grube baute, mit dem Wunderliche Köpfe Spat der benachbarten Grube Brüder Lorenz identisch ist.
Das Gotthelf Schaller und Silberkammer gemeinschaftliche Feld entstand ebenso im Jahr 1745 wegen der auf dem Gotthelf Schaller Gange verführten Bergarbeiten. Dieses gemeinschaftliche Feld mit der Fundgrube Silberkammer war ab dem Jahr 1745 bis mindestens 1800 durchgängig in Silberlieferung, wobei der Höhepunkt in den Jahren 1750 bis 1766 war. Dieses Grubenfeld zählte zu den ergiebigsten und reichsten Bergwerken in Johanngeorgenstadt.
Die Fundgrube sowie die weiteren Grubenfelder wurden zuerst vom Adolphus-Stolln, dann vom Eleonora-Stolln und schlussendlich durch den Gnade-Gottes-Stolln vom Wasser gelöst.
Das Pochwerk der Fundgrube wurde 1750 erbaut und befand sich in der Nähe der heutigen Schwefelwerkstraße. Dessen Wasseraufschlag erfolgte durch den Römisch Adler Kunstgraben. Das Pochwerk des gemeinschaftlichen Feldes mit Silberkammer befand sich im Lehmergrund, welches am 6. Juli 1931 durch ein Hochwasser zerstört wurde. Der damalige Hausbesitzer verlor dabei sein Leben.
Das Huthaus der Fundgrube befand sich an der Eibenstocker Straße in der heutigen Mittelstadt von Johanngeorgenstadt. Auf der Halde der Fundgrube wurde 1798 der Pulverturm der Grube Neu Leipziger Glück errichtet, der heute noch existiert.
Aufgrund der schlechten wirtschaftlichen Lage der Grube wurde sie 1821 mit der Silberkammer-Fundgrube unter dem Namen Gotthelf Schaller und Silberkammer Fundgrube konsolidiert.
1838 schloss sich Gotthelf Schaller und Silberkammer gemeinsam mit anderen Zechen zur Gewerkschaft Vereinigt Feld im Fastenberge zusammen. Ein Abbau fand ab 1850 nur noch im geringen Umfang statt.

### Uranerzbergbau
Mit der Übernahme der Grubenfelder durch das Objekt 01 der Wismut AG im Jahr 1946 wurde der auf dem Wunderliche Köpfe Spat geteufte Brüder Lorenz Tagschacht als Schacht 60 aufgewältigt. In unmittelbarer Nähe wurde der Schacht 32 geteuft. Beide Schächte wurden zur Schachtverwaltung 60/32 zusammengefasst. 1949 wurde die Schachtverwaltung 42/120 dem am 1. August neu gegründeten Objekt 10 zugeordnet. Am 1. November 1950 wurde das Objekt 10 aufgelöst und die Schächte wieder dem Objekt 01 zugeordnet. 1951 wurde die Schachtverwaltung 60/32 aufgelöst und der Schachtverwaltung 31bis (Neujahr) zugeordnet.
Der Schacht 60 ist 88° tonnlägig, sein Schachtansatzpunkt liegt bei 843,46 m ü. NN. Seine seigere Teufe beträgt 95,90 m. Der Schachtansatzpunkt des Schacht 32 liegt bei 842,89 m ü. NN. Er hat eine Teufe von 198,39 m.
Im Jahr 1951 wurde der Betrieb des Schachtes 60 eingestellt. 1952 erfolgte die Betriebseinstellung des Schachtes 32.
Das frühere Zechenhaus wurde am 27. Juli 1947 beschlagnahmt und als Schachtbüro genutzt. Im Zuge des Baues von Wohnbaracken für 400 Bergarbeiter wurde es 1948 abgerissen. Das Gebäude der früheren Pochwäsche der Grube Gotthelf Schaller hat sich heute an der Schwefelwerkstraße als Technisches Denkmal erhalten. Es war zuvor von der Catharina Fundgrube genutzt worden. Westlich daneben befindet sich die kleine Stollnhalde mit dem gut erhaltenen Mundloch der Erzengler Rösche von 1839.

## Risse
- William Tröger: Gotthelf Schaller am Vorderen Fastenberg bei Johanngeorgenstadt, projektierte Röschenanlage von Steinbach bis Gotthelf Schaller Wäsche (Grund- und Seigerriss). 1837 (Sächsisches Staatsarchiv – Bergarchiv Freiberg).